# اولگا فرولکینا
اولگا فرولکینا (روسی: Ольга Эдуардовна Фролкина؛ زادهٔ ۲۸ ژوئیهٔ ۱۹۹۷) بازیکن بسکتبال اهل روسیه است.
وی در مسابقات کشوری و بین‌المللی در مجموع برندهٔ ۱ مدال نقره شده‌است.